# The Beatles Box
Albums de The Beatles
The Beatles Ballads
(1980) Reel Music
(1982)
The Beatles Box (sous titrée « From Liverpool ») est une compilation sur huit disques du groupe britannique The Beatles, publiée le 3 novembre 1980 par EMI sous sa filiale « World Record Club (en) »,.

## Parution
Compilée par Simon Sinclair, cette collection comprend 126 chansons (124 si on considère le medley, qui clos le dernier disque, comme une seule chanson) placées chronologiquement sur huit 33-tours. Ces disques, sans titres individuels, avaient des pochettes, créées par Frank Watkin, ornées de photos qui étaient inédites à l'époque avec, au dos, une biographie écrite par Hugh Marshall. Certaines des chansons sont des versions inédites au Royaume-Uni dont quelques-unes avaient été publiées sur la version américaine du disque Rarities en mars de la même année. Les disques étaient réunis dans un boîtier simulant une caisse de bois en transit sur laquelle on voyait, telles des étiquettes, deux petites photos du groupe, le titre et des mentions « EXPRESS » en plus du texte « From Liverpool » imprimé dans un style pochoir. On utilisa des envois postaux incluant des flexi discs comme moyen de promotion.
Cette collection n'était disponible que par commande postale, ce qui l'a soustrait aux chartes de classements usuelles, il est donc impossible de savoir combien de copies ont été vendues. Une publicité agressive à partir du 5 novembre 1980 et pendant l'année suivante en plus de la mort de John Lennon survenue à cette époque a sûrement contribué à faire augmenter les ventes.
Disparue du catalogue en 1982, cette collection a été remise en vente le 15 juillet 1987, dans une réédition numérotée en format cassette audio surnommée « The Last Chance Edition » (l'Édition de la dernière chance). Le même emballage était utilisé et un livret de quatre pages format 33 tours avec les textes originaux était cette fois inclus.

## Liste des chansons
Toutes les chansons sont de John Lennon et Paul McCartney, sauf indication contraire. Les chansons tirées de la face A ou B d'un 45 tours sont suivis du symbole ƒA - ƒB (le symbole 2ƒA représente un 45 tours double face A). Toutes les notes qui expliquent les variations avec les enregistrements usuels sont tirées de ces sources: ฿ JPGR  ou ¶  Rarebeatles .

### Disque 1
Toutes les chansons de la face 1 sont tirées de l'album Please Please Me tandis que celles de la face 2 qui ne sont pas issues de singles sont tirées de l'album With the Beatles.
| 1. | Love Me Do ƒA                               | 2:19 |
| 2. | P.S. I Love You                             | 2:02 |
| 3. | I Saw Her Standing There                    | 2:50 |
| 4. | Please Please Me                            | 2:00 |
| 5. | Misery                                      | 1:43 |
| 6. | Do You Want to Know a Secret                | 1:55 |
| 7. | A Taste Of Honey (Bobby Scott, Ric Marlow)  | 2:02 |
| 8. | Twist And Shout (Phil Medley, Bert Russell) | 2:32 |

| 1. | From Me to You ƒA                                                                                    | 1:55 |
| 2. | Thank You Girl ƒB                                                                                    | 2:01 |
| 3. | She Loves You ƒA                                                                                     | 2:18 |
| 4. | It Won't Be Long                                                                                     | 2:11 |
| 5. | Please Mr. Postman (Georgia Dobbins, William Garrett, Freddie Gorman, Brian Holland, Robert Bateman) | 2:34 |
| 6. | All My Loving                                                                                        | 2:04 |
| 7. | Roll Over Beethoven (Chuck Berry)                                                                    | 2:44 |
| 8. | Money (That's What I Want) (Berry Gordy, Janie Bradford)                                             | 2:47 |